# Sabine Seidel
Sabine Seidel (* 3. September 1956 in Dresden) ist eine ehemalige deutsche Fußballspielerin und -trainerin.

## Karriere

### Spielerin
Seidel begann 13-jährig beim Dresdener Stadtteilverein ZFK Rossendorf mit dem Fußballspielen, nachdem sie sich im Januar 1970 auf eine Zeitungsanzeige dort gemeldet hatte. Nach drei Jahren wechselte sie zur BSG Aufbau Dresden-Ost, später zur BSG Motor Bautzen.
Zur Spielzeit 1979 wechselte die ehemalige Leichtathletin, die während eines Freundschaftsspiels der BSG Turbine Potsdam 1977 in Bautzen auf sich aufmerksam machen konnte, nach Potsdam; nachdem sie ihre zweijährige Verpflichtungszeit als Kochsmaat in der Handelsmarine der DDR abgeleistet hatte.
In der Meisterschaft, mit Einführung 1979 Bestenermittlung genannt, gewann sie mit ihrer Mannschaft im Spieljahr 1981 im heimischen Karl-Liebknecht-Stadion vor rund 3.000 Zuschauern ohne Punktverlust den ersten Titel, dem bis zu ihrem verletzungsbedingten Ende ihrer Spielerkarriere im Juni 1989 sich noch vier anschließen sollten; sie wurde zudem zur besten Spielerin geehrt und entwickelte sich im Verlauf ihrer Zugehörigkeit zum ersten „Star“ des DDR-Frauenfußballs. Sie war laut Trainer Bernd Schröder „die erste Spielerin, die den Ball aus vollem Lauf flanken konnte“. 

### Trainerin
Seidel trainierte von 1980 bis 1986 die C- und B-Juniorenteams des FV Turbine 1955 Potsdam, ehe sie dann ab 1986 die Turbinen-Mädchenmannschaften aufbaute und bis Juni 2006 die Nachwuchsabteilung des 1. FFC Turbine Potsdam leitete, deren Erfolge sich in den Jahren 2000, 2003, 2004, 2005, 2006 abzeichneten. Im Laufe dieser Zeit engagierte sie sich ehrenamtlich als Landesauswahltrainerin beim Fußball-Landesverband Brandenburg und war von 1996 bis 2014 Vorsitzende des Frauen- und Mädchenfußballausschusses. Nach der Niederlegung des Traineramtes im Juli 2006 aus persönlichen Gründen, blieb sie dennoch Objektleiterin des Sportplatzes in der Potsdamer Waldstadt und Betreuerin mehrerer Nachwuchs-Nationalmannschaften.
Im November 1994 übernahm sie die in Abstiegsgefahr schwebende erste Mannschaft, nachdem die Entlassung von Trainer Frank Lange von Manager Bernd Schröder unmittelbar nach der 0:3-Niederlage beim FC Eintracht Rheine verkündet wurde, und führte den Bundesliganeuling in der Gruppe Nord der seinerzeit zweigleisigen Bundesliga noch auf Platz sechs.

## Erfolge

### Spielerin
- Sieger der DDR-Bestenermittlung 1981, 1982, 1983, 1985, 1986

### Trainerin
- Deutscher Meister der B-Juniorinnen 2000, 2003, 2004, 2005, 2006

## Sonstiges
Von Mai 2002 bis November 2019 gehörte sie als Zeugwart zum DFB-Funktionsteam der U19- und U20-Nationalmannschaft der Frauen unter den Cheftrainerinnen Silvia Neid bzw. Maren Meinert.